# Otopeni

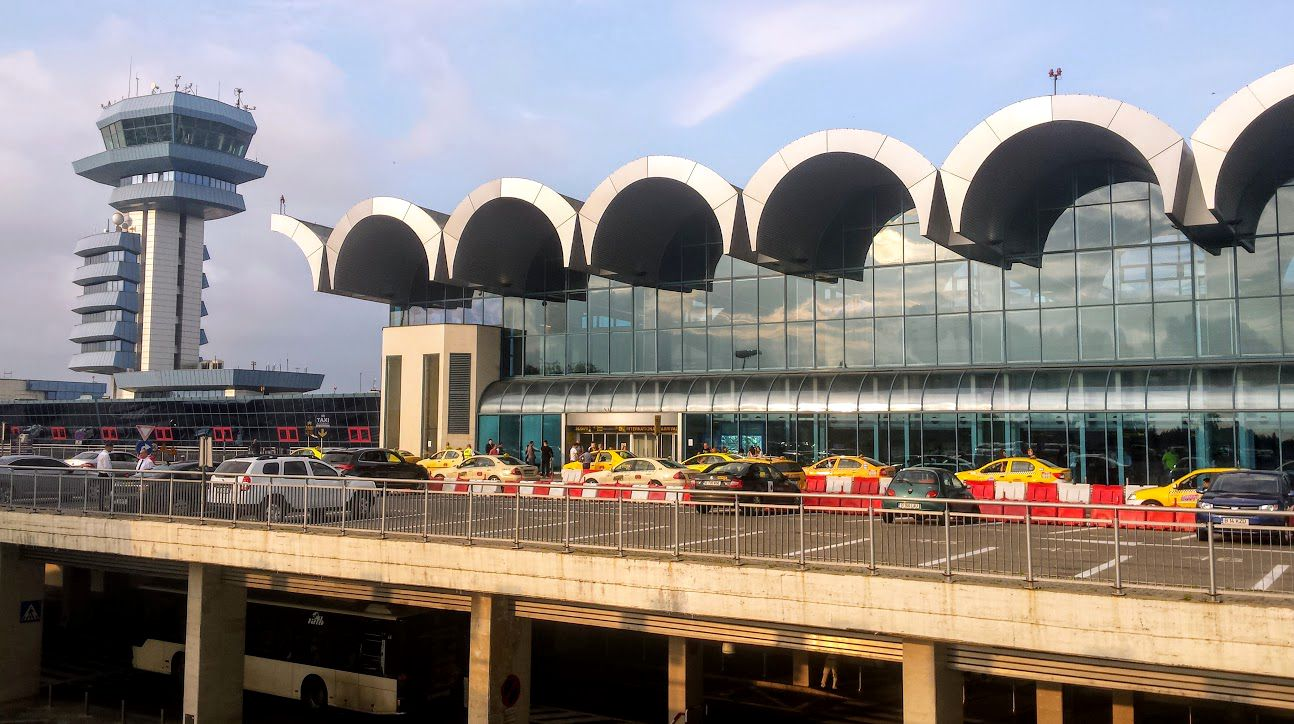
Aeroport internacional Henri Coandă, que és la ubicació de la seu central de TAROM

Otopeni (pronunciat en romanès: [otoˈpenʲ]) és una ciutat del comtat d'Ilfov, Muntènia, Romania, a uns 15 km al nord de Bucarest per la carretera DN1 a Ploiești. Segons un cens del 2011 tenia 13.861 habitants, dels quals el 99,0% són de romanès ètnic. Un poble, Odăile, és administrat per la ciutat.
L'aeroport internacional Henri Coandă es troba dins d'Otopeni. La seu de la companyia aèria TAROM es troba dins de la terminal de sortides internacionals de l'aeroport. A més, la seu central de Țiriac Air és a Otopeni.

## Història
Els assentaments humans més antics descoberts a la regió són molt antics. Amb motiu de les excavacions realitzades el 1966 per ampliar el proper aeroport internacional Henri Coandă, l'arqueòloga Margaret Constantiniu del Museu d'Història de Bucarest va identificar fragments de ceràmica antiga i altres objectes que pertanyien a importants assentaments humans existents des del primer període de l'edat del ferro. En una superposició es va descobrir un altre assentament datat al segle x.
Mihnea Turcitul - voivoda de Valàquia, a través d'una carta del 14 de febrer de 1587, va donar la meitat del monestir de la Santíssima Trinitat al poble d'Islazul i la meitat al poble de Hodopeni (avui Otopeni) molins i gitanos.
El 20 de maig de 1620, Maria, gran monestir de Băneasa, de la Santíssima Trinitat, va ser retornada (més tard Radu Vodă) a la meitat del poble de Hodopeni, donat pel mestre Villa, que manava escoltar romanes. L'historiador Constantin Giurescu va argumentar que el nom de Hodopeni prové de Hodopa o Hodoba.
A finals del segle xix, la ciutat d'Otopeni formava part del comtat de Dâmbovița, província d'Ilfov, formada per dos pobles, el Baix Otopeni i l'Altopopeni Superior, amb 851 habitants en total. La comuna tenia una escola amb 29 estudiants i dues esglésies (una a cada poble). Les cambres del poble formaven llavors part de la ciutat de Bucoveni, amb 125 habitants.
Otopeni es va transformar en una ciutat com a part del pla de sistematització de Nicolae Ceaușescu. Va substituir les cases adossades per edificis d'apartaments de quatre plantes.

## Govern Local
L'alcalde d'Otopeni és Constantin Silviu Gheorghe, del Partit Nacional Liberal. El Consell Local d'Otopeni té 17 regidors, tot i que abans de les eleccions locals de 2008 només en tenia 15.

## Fills il·lustres
- Lucian Croitoru
- Mihai Dobrescu